# Piet Bruins
Petrus Aegidius (Piet) Bruins (Alkmaar, 17 oktober 1929 – Nunspeet, 14 december 2014) was een Nederlandse kunstschilder, aquarellist, graficus en auteur/illustrator.

## Leven en werk
Bruins groeide op in Heemskerk. Hier kreeg hij les van de aquarellist Cor Heeck. In Amsterdam volgde hij een opleiding tot illustrator. Toen hij naar Nunspeet verhuisde kwam hij in aanraking met de kunstschilders Jos Lussenburg en Hendrik Verburg. Hij volgde lessen aan de Academie van Beeldende Vorming in Zwolle. Bruins was initiatiefnemer van de Harderwijkse kunstenaarsgroep Tragant en was samen met Cor Vrendenberg, Jaap Hiddink, Jos Lussenburg en Hendrik Verburg nauw betrokken bij de oprichting van de Vrije Akademie van Beeldende Kunsten in Nunspeet in 1967. 